# 6 octobre 1904
Le jeudi 6 octobre 1904 est le 280e jour de l'année 1904.

## Naissances
- Alex Gerry (mort le 18 mai 1993), acteur américain
- Clément-Salvator de Habsbourg-Toscane (mort le 20 août 1974), membre de la maison d'Autriche
- Estelle Mauffette (morte le 12 mars 1984), actrice canadienne
- Folmar Blangsted (mort le 11 août 1982), monteur et réalisateur américain d'origine danoise
- Hugh Stanley White (mort le 21 septembre 1984), auteur de bande dessinée britannique
- Jacques Henriet (mort le 14 juin 1988), chirurgien et personnalité politique française
- Lucien Galimand (mort le 17 juin 1982), personnalité politique française
- Victor Larock (mort le 24 avril 1977), homme politique belge